# Ivana I. Navarska
Ivana I. Navarska (baskovsko Joana) je bila od leta 1274 do 1305 kraljica Navare in grofica Šampanje in po poroki s kraljem Filipom IV. kraljica Francije, *  14. januar 1273, Bar-sur-Seine, † 31. marec/2. april 1305.
V Parizu je leta 1305 ustanovila Navarski kolegij.
V Navari ni nikoli vladala, ker so tam vladali francoski guvernerji. Ko je dobila neposredno oblast v grofiji Šampanji, je zbrala vojsko, da bi odbila napad barskega grofa Henrika. Grofa je celo ujela in aretirala. Umrla je med porodom leta 1305.

## Življenje
Rojena je bila v Bar-sur-Seine v Šampanji 14. januarja 1273 kot hčerka kralja Henrika I. Navarskega in Blanke Artoijske. Leto po očetovi smrti je postala grofica Šampanje in kraljica Navare. Ker je bila mladoletna, je v Navari v njenem imenu kot regentka vladala njena mati.
Njeno mladoletnost so poskušali izkoristiti tuji vladarji, zato je njena mati poiskala zaščito na dvoru francoskega kralja Filipa III. V Francijo je prispela leta 1274 in z Orléanskim sporazumom leta 1275 Ivano zaročila z  enim od Filipovih sinov (Ludvikom ali Filipom). Hčer in oblast v Navari je prepustila v varstvo francoskemu kralju. Ivana je bila vzgojena skupa s Filipovim sinom Filipom in v otroštvo verjetno nikoli ni živela v Navari.

### Kraljica Francije
Ivano so pri enajstih letiih 16. avgusta 1284 poročili z bodočim kraljem Filipom IV. Francoskim. Leto kasneje je postala francoska kraljica. Vsi trije njeni preživeli sinovi so postali francoski kralji, hčerka Izabela pa angleška kraljica. 
V sodobnih virih je opisana kot uspešna v vlogi francoske kraljice: zagotovila je nasledstvo, bila učinkovita gospodarica kraljevega dvora, dostojanstvena prva dama kraljestva in imela zelo dober odnos s kraljem. Ker sta odraščala skupaj, sta imela očitno tesen, spoštljiv in ljubeč odnos. Leta 1294 jo je Filip imenoval za regentko Francije, če bi ga nasledil njegov mladoletni sin, sicer pa ni imela pomembnega vpliva na kraljevo politiko, razen v zadevah, povezanih z njenima domenama Navaro in Šampanjo.

### Kraljica Navare in grofica Šampanje
Ivana je bila ob poroki leta 1284 razglašena za polnoletno in je svojemu tastu poklonila Šampanjo in Brie.
V Navarskem kraljestvu so vladali francoski guvernerji, ki sta jih imenovala najprej njen tast in za njim njen mož. Guvernerji so bili v Navari izjemno nepriljubljeni. Podložnike je jezila njena odsotnost, za katero so bili bolj krivi Francozi kot ona, so bolj krivi Francozi kot ona, zvestoba njej pa ni bila vprašljiva. 
Veliko bolj dejavna je bila kot grofica Šampanje. Šampanja je bila bolj grofija kot kraljestvo, vendar je bila bogata in strateško pomembna.  Leta 1297 je Ivana dvignila in vodila vojsko proti grofu Henriku III. Barskemu, ki je vdrl v grofijo  Filip v vojni ni sodeloval. Ivana je grofa ujela in aretirala. Sodelovala je tudi v procesu proti škofu Guichardu iz Troyesa, ki ga je obtožila, da je z goljufijo okradel sklade Šampanje in njene matere.
Ivana je umrla leta 1305, domnevno med porodom. Leta 1308 je bil aretiran škof Troyesa pod obtožbo, da je s čarovnijo povzročil njeno smrt. Škof je bil leta 1313 osvobojen. Ivano so pokopali v samostanu Cordeliers v Parizu.

## Otroci
S Filipom IV. je imela sedem otrok:
- Margareto (1288 – okoli 1294)[19]
- Ludvika X. Francoskega  (oktober 1289 – 5. junij 1316), od leta 1305 kralja Navare (kot Ludvik I.) in od leta 1314 kralja Francije[19]
- Blanche (1290 – okoli 1294)[19]
- Filipa V. Francoskega (okoli 1293 – 3. januar 1322) in Navarskega (kot Filip II.)[19]
- Karla IV. Francoskega in Navarskega (kot Karel I.) (okoli 1294 – 1. februar 1328)[19]
- Izabelo (okoli 1295 – 23. avgust 1358), poročeno z Edvardom II. Angleškim[19]
- Roberta  (1297 – julij 1308)[19]